# Деметрій Фалерський
Деме́трій Фале́рський (дав.-гр. Δημήτριος Φαληρεύς, бл. 355 до н.е. — після 283 до н. е.) — давньогрецький філософ, афінський державний діяч, оратор, учений, автор трактатів з історії, філософії, граматики і риторики, які не збереглись, представник Перипатетичної школи, учень Теофраста, укладач першої збірки байок Езопа.
За Діогеном Лаертським, кількістю творів «він перевершив чи не усіх перипатетиків свого часу, бо у вченості і різнобічності не мав рівних, серед його праць є історичні, політичні, деякі праці про поетів, інші про риторику, є публічні промови і посольські звіти, а крім того збірка Езопових байок і багато іншого».

## Біографія
Народився близько 355 р. до н. е. у афінському демі Фалер у незнатній родині Фанострата. Разом з братом Гімереєм отримав освіту у Лікеї, навчався у Теофраста разом з Менандром, міг бути слухачем Арістотеля, був знайомий з ораторами Демосфеном і Дінархом.

### Початок діяльності
Розпочав публічну діяльність, коли від Александра Македонського втік до Афін скарбник Гарпал (приблизно 325 до н.е.). Належав до помірно промакедонської партії Фокіона, який за життя ставав 45 разів афінським стратегом. Його ж брат Гімерей примкнув до антимакедонської партії і був одним з обвинувачів по справі Гарпала.
Приблизно у 322 році до н. е. Деметрій Фалерський викупив і одразу дав свободу Ксенократу, якого виставили на продаж через те, що тому було нічим заплатити податок-метойкіон.
Після поразки афінян у Ламійській війні (322 до н.е.) Деметрій Фалерський разом з Фокіоном брав участь у переговорах з Антипатром і Кратером. Демосфен, Гіперид, Аристонік, а також брат Деметрія Гімерей та інші були заочно засуджені на смерть як призвідники антимакедонського повстання, а згодом і страчені (5 жовтня 322 до н.е., Демосфен прийняв отруту 12 жовтня, щоб уникнути страти).
Після відновлення в Афінах народовладдя у 318 до н.е. Фокіона і кількох його прибічників було страчено афінянами за звинуваченням у зраді. Деметрій вчасно покинув місто і переховувався у Піреї, захопленому гарнізоном діадоха Кассандра. Деметрія і кількох інших відсутніх прибічників Фокіона засудили на смерть заочно.
Згодом Афіни капітулювали перед військом з македонським царем Кассандром на чолі і погодившись на повторне введення цензової (фактично олігархічної) конституції.

### Правління Афінами
Кассандр запропонував афінським народним зборам призначити Деметрія епімелетом («піклувальником») Афін (весна 317 до н.е.). Після ухвалення цієї пропозиції народними зборами Деметрій правив Афінами упродовж 10 років (317-307 до н.е.).
У зовнішній політиці Деметрій виконував волю Кассандра і як його епімелет був гарантом лояльності афінян до македонського царя, але в управління містом Кассандр майже не втручався і тут Деметрій був єдиновладним правителем.
Своє правління в Афінах Деметрій розпочав з перегляду і упорядкування основних законів, чим заслужив у істориків звання третього законодавця афінян після Драконта й Солона. Також він упорядкував фінансові справи і довів державний прибуток, як свідчить його сучасник Дурид Самоський,
до 1200 талантів на рік. Іншій сучасник, Демохар, також повідомляє, що Деметрій «вихвалявся тим, що багато які предмети споживання дешево продавалися у місті й усі життєві припаси були у достатку».
Деметрій провів низку законів проти розкошів, діючи у дусі ініціатив Солона. Цицерон зазначає:
Деметрій обмежив цей звичай [пишного похорону] своїм законом. Адже тиран був, як ви знаєте, не тільки найученішим мужем, але й громадянином з величезними заслугами перед державою і мав величезний досвід турботи про співгромадян. І ось він не тільки зменшив грошові витрати, що допускалися, але і обмежив час дня, призначений для похорон: він велів, щоб померлого виносили до світанку. Визначив він і розміри споруджуваних гробниць. На могильному насипу він дозволив встановлювати тільки невелику колону висотою не більше трьох ліктів, або стіл, або чашу для узливань і доручив певному магістрату стежити за дотриманням цих приписів.— Цицерон «Про закони» II 26, 65—66

Продовжуючи політику проти розкошів, Деметрій, за свідченням сучасників — перипатетика Лінкея (брата Дурида), комедіографів Тимокла й Менандра, аттидографа Філохора — встановив норми витрат на різноманітні святкування, жертвоприношення та бенкетування, визначивши зокрема, що кількість гостей на будь-якому бенкеті не має перевищувати тридцять.
За відгуком Плутарха, Деметрій як і Перикл, був із тих вправних політиків, які, утримуючи народ від крайніх проявів вольності, вміли дати йому свободу в дрібницях і у зв'язку з цим розуміли роль усіляких свят і видовищ, які могли дати співгромадянам потрібну розрядку, але сучасники оцінювали свята Деметрія інакше. Афіней цитує критика Деметрія Дурида:
[Деметрій Фалерський] витрачав на утримання війська і державні витрати лише мізерні суми, решту ж [державного доходу] марнотратив на вроджене своє непотребство, щодня влаштовуючи пишні бенкети з безліччю гостей. Блиском бенкетувань він затьмарював македонців, витонченістю — кіпріотів та фінікійців.— Афіней «Бенкет мудрих» кн. 12, 60, 542

Деметрий Фалерский сприяв розвитку Лікея, на чолі якого тоді стояв його вчитель Теофраст, крім того, підтримував усіх значних філософів Афін свого часу: академіка Ксенократа, киренаїка Феодора, кініка Кратета.
Цицерон писав про правління Деметрія:
Пізніше послідовник Теофраста, знаменитий Деметрій Фалерський... на подив усім дістав це вчення [Платона про державу] із сховку, де його на дозвіллі читали освічені люди, і вивів його не лише на денне світло і на пісок арени, але й на випробування у битвах. Адже ми можемо назвати багатьох не особливо вчених людей, які стали великими державними діячами; і навпаки, найученіших людей, невмілих у справах держави. Що ж стосується людини, видатної в обох відношеннях, яка була б першою і в заняттях наукою, і в управлінні державою, то хто може зрівнятися з Деметрієм?— Цицерон «Про закони» (III, 6, 14)
Страбон зазначає демократичний характер правління Деметрія:
...упродовж 10 років вони [афіняни] жили навіть при найкращем правлінні, коли Кассандр царював над македонянами. Хоча і вважали, що з іншими він поводиться надто тиранічно, але ж до Афін ця людина виявила доброзичливість, підкоривши місто; бо він поставив на чолі громадян Деметрія Фалерського, одного з учнів філософа Теофраста; Деметрій не лише не знищив демократії, але навіть ще більше зміцнив її, як це видно із «Спогадів», які Деметрій написав про своє правління.— Страбон «Географія» IX, 1, 20

Афіней з посиланням на хроніста Ктесикла повідомляє, що під час правління Деметрія Фалерського в Аттиці було проведено перепис населення, який виявив 21 тисячу громадян, 10 тисяч метеків і 400 тисяч рабів.
За часів правління Деметрія зберігали свій устрій низові громадські осередки — деми, громадяни яких могли збиратися на свої збори і приймати постанови, надалі скликалися загальні збори афінських громадян, на яких обирали службовців і приймали запропоновані правителем закони й постанови. Але при цьому правління Деметрія Фалерського для афінян мало авторитарний характер, через що деякі автори називають його тираном, а його режим тиранією.
Діоген повідомляє, що під час правління Деметрія на його честь менше ніж за 300 днів було відлито і встановлено 360 його мідних статуй, більшість з яких зображували його верхи чи на колісниці, запряженій четвіркою або парою коней.

### Утеча в Фіви
Діадох Антигон Одноокий, сатрап Фригії, сподівався за допомогою свого сина Деметрія Поліоркета відновити державу Александра Великого. Захоплення материкової Греції Деметрій Поліоркет розпочав з Афін. Коли його флот наблизився до Муніхія, де було розміщено сторожовий загін Кассандра, оборонці запізно зрозуміли, що до них наближається ворожий флот, прийнявши його за флот союзника Кассандра Птолемея і здалися без бою. Афіни, таким чином, лишилися незахищеними, а Деметрій Поліоркет здобув слави визволителя.
Плутарх зазначає:
Деметрій Фалерський, вважаючи, що переможцю треба підкорюватися в будь-якому разі, навіть якщо він не має наміру виконати жодної обіцянки, відрядив до нього посольство. Деметрій [Поліоркет] прийняв послів привітно, а коли ті вірушили назад, вирядив до афінян Арістодема Мілетського, одного з друзів свого батька. Після такої несподіваної переміни Деметрій Фалерський більше, ніж неприятелів, страшився власних співгромадян. Сповнений пошаною до слави і щирості цієї людини, Деметрій [Поліоркет] потурбувався про нього і, як той бажав, відправив його з надійною охороною у Фіви.— Плутарх «Деметрій і Антоній»

Афіняне після втечі вважали Деметрія зрадником:
Звинувачений певними зловмисниками у смертному злочині, він був засуджений заочно; оскільки обвинувачі не могли оволодіти ним самим, то вивергнули свою отруту на мідні його статуї: усі ті статуї були поскинуті, інші продані, інші потоплені, а інші (і так подейкують) перекували на нічні вази; лише єдина вціліла.— Діоген Лаертський, Ibidem

У Фівах, які лишалися під владою Кассандра, Деметрій Фалерський пробув 10 років, за словами Плутарха, у безвісності і злиднях.

### В Єгипті
Після смерті Кассандра Деметрій Фалерський покинув Грецію (297 до н.е.) і оселився у єгипетській Александрії, ставши радником при дворі Птолемея І. Еліан зазначає, що Деметрій в Єгипті, де його прийняв Птолемей, «законодавство зробив» (дав.-гр. νομοθεσίας ἦρξε). Був ініціатором створення Мусея і Александрійської бібліотеки при ньому.
Деметрій Фалерський підтримав претензії на трон сина Птолемея від дочки Антипатра Еврідіки Птолемея Керавна, але цар обрав спадкоємцем сина від своєї іншої дружини Береніки, двоюрідної сестри Еврідики, зробивши його співправителем (285 до н.е.), а пізніше й правителем (283 до н.е.). Ставши царем, Птолемей ІІ узяв Деметрія під варту, а згодом вислав у сільську місцевість, де той незабаром і помер, офіційна причина смерті — укус змії. Поховали Деметрія Фалерського в Бусірідському окрузі (9-й ном) біля Діосполя